# Žabljak
Žabljak (Жабљак) este un oraș din Muntenegru, reședință a comunei Žabljak.

## Demografie
| An        | 1948 | 1953 | 1961 | 1971 | 1981 | 1991 | 2003 |
| --------- | ---- | ---- | ---- | ---- | ---- | ---- | ---- |
| Populație | 83   | 508  | 650  | 979  | 1379 | 1853 | 1937 |

## Clima
| Date climatice pentru Žabljak                                | Date climatice pentru Žabljak | Date climatice pentru Žabljak | Date climatice pentru Žabljak | Date climatice pentru Žabljak | Date climatice pentru Žabljak | Date climatice pentru Žabljak | Date climatice pentru Žabljak | Date climatice pentru Žabljak | Date climatice pentru Žabljak | Date climatice pentru Žabljak | Date climatice pentru Žabljak | Date climatice pentru Žabljak | Date climatice pentru Žabljak |
| Luna                                                         | Ian                           | Feb                           | Mar                           | Apr                           | Mai                           | Iun                           | Iul                           | Aug                           | Sep                           | Oct                           | Nov                           | Dec                           | Anual                         |
| ------------------------------------------------------------ | ----------------------------- | ----------------------------- | ----------------------------- | ----------------------------- | ----------------------------- | ----------------------------- | ----------------------------- | ----------------------------- | ----------------------------- | ----------------------------- | ----------------------------- | ----------------------------- | ----------------------------- |
| Maxima medie °C (°F)                                         | 0.3 (32,5)                    | 0.8 (33,4)                    | 3.7 (38,7)                    | 7.8 (46)                      | 13.4 (56,1)                   | 16.7 (62,1)                   | 19.4 (66,9)                   | 19.6 (67,3)                   | 16.3 (61,3)                   | 11.5 (52,7)                   | 6.1 (43)                      | 1.9 (35,4)                    | 9,79 (49,63)                  |
| Minima medie °C (°F)                                         | −8.7 (16,3)                   | −7.8 (18)                     | −5.1 (22,8)                   | −1.2 (29,8)                   | 3.3 (37,9)                    | 6.6 (43,9)                    | 8.1 (46,6)                    | 7.9 (46,2)                    | 5.1 (41,2)                    | 1.4 (34,5)                    | −2.5 (27,5)                   | −6.5 (20,3)                   | 0,05 (32,09)                  |
| Precipitații mm (inches)                                     | 103 (4.06)                    | 103 (4.06)                    | 108 (4.25)                    | 127 (5)                       | 104 (4.09)                    | 107 (4.21)                    | 83 (3.27)                     | 83 (3.27)                     | 114 (4.49)                    | 157 (6.18)                    | 213 (8.39)                    | 156 (6.14)                    | 1.458 (57,4)                  |
| Nr. de zile cu precipitații (≥ 0.1 mm)                       | 15.2                          | 15.7                          | 16.3                          | 16.3                          | 15.4                          | 15.8                          | 12.1                          | 10.5                          | 11.1                          | 12.2                          | 15.2                          | 16.4                          | 172,2                         |
| Ore însorite                                                 | 89.9                          | 98.9                          | 139.5                         | 159.0                         | 189.1                         | 204.0                         | 257.3                         | 235.6                         | 195.0                         | 161.2                         | 108.0                         | 89.9                          | 1.927,4                       |
| Sursă: Hydrological and Meteorological Service of Montenegro |                               |                               |                               |                               |                               |                               |                               |                               |                               |                               |                               |                               |                               |

## Geografie
Cea mai mare parte a masivului Durmitor se află în comuna Žabljak. Lacul Negru, un lac glaciar situat pe masivul Durmitor la o altitudine de 1.416 m, se află la 3 km distanță de orașul Žabljak.